# Уир Гермистон
«Уи́р Ге́рмистон» (англ. Weir of Hermiston) — последний роман британского писателя Роберта Льюиса Стивенсона, оставшийся незаконченным. Был впервые опубликован в 1896 году, после смерти автора, считается одним из лучших его произведений.

## Сюжет
Действие романа происходит в Шотландии второй половины XVIII века, когда местные законы и принципы судопроизводства вступали в противоречие с насаждавшимся лоялистами традиционным английским законодательством. Главный герой — верховный судья лорд Гермистон, который суров и с преступниками, и с членами семьи. В силу обстоятельств ему предстоит осудить за убийство собственного сына Арчи. Роман остался написанным на половину или даже на треть, но со слов падчерицы и литературного секретаря Стивенсона Айсобель Стронг известно, что Стивенсон планировал написать о смертном приговоре, о последующем освобождении Арчи благодаря налёту на тюрьму пиратов и о смерти Гермистона-старшего.
Изначально Стивенсон хотел назвать роман «Слуга Правосудия» или «Верховный судья».

## Создание
Стивенсон начал работу над «Уиром Гермистоном» на острове Уполу в Тихом океане; находясь вдали от родины и не считая возможным возвращение, он особенно живо интересовался историей Шотландии. В письме одному из друзей, которое датировано декабрём 1892 года, Стивенсон говорит, что «главный герой взят с Браксфилда» (Роберта Маккуина, лорда Браксфилда, верховного судьи Шотландии в конце XVIII века) и что «всё повествование… очень своеобразно».
Некоторое время писатель параллельно работал над «Уиром Гермистоном» и ещё одним романом, «Сент-Ив», но постепенно первая из этих книг захватила его полностью. Стивенсон связывал с «Уиром Гермистоном» большие надежды, полагая, что это будет лучшее его произведение, а главный герой станет «самым сильным» из всех его персонажей. В силу этого писатель был особенно требователен к себе, и его постоянно мучили сомнения — в первую очередь в связи с определённой надуманностью сюжета. «Сюжет не очень-то хорош, я боюсь», — написал он ещё одному своему другу. Стивенсон понимал, что шотландскому судье никогда не поручили бы рассматривать дело сына, обвиняемого в убийстве; он знал, что дело Гермистона-младшего должно было слушаться не в окружном суде, а в Эдинбурге, и это делало историю с пиратским налётом на тюрьму крайне неправдоподобной. Писатель советовался со специалистами, изучал документы в поисках оптимального решения.
Известно, что над рукописью «Уира Гермистона» Стивенсон работал и накануне своей скоропостижной смерти, причём он был очень доволен промежуточными результатами. В итоге он успел написать не больше половины текста. Впервые роман был опубликован в 1896 году.

## Оценки и влияние
Многие критики высоко оценивают «Уира Гермистона». По мнению автора статьи о Стивенсоне в «Британнике» и многих поклонников писателя, это лучшее его произведение. Шотландский поэт Хью Макдайармид считал, что с «Уира Гермистона» началось после долгого кризиса возрождение шотландской литературы. Специалисты обращают внимание на «трагическую глубину» образа главного героя.
При всём этом биограф Стивенсона Ричард Олдингтон констатирует, что, «как бы хороша ни была половина романа, это ещё не роман»: «Уир Гермистон» «мог стать одним из лучших… романов [Стивенсона], если не самым лучшим, но в том виде, в каком мы его знаем, это лишь обломок прекрасной статуи». Дмитрий Урнов отмечает, что в романах Стивенсона финал, как правило, заметно слабее первой половины, так что недописанность «Уира Гермистона», возможно, ему не навредила.
«Работу Стивенсона оборвала смерть, — пишет Урнов, — будто сам рок позаботился о том, чтобы избавить писателя от затруднений, одолевавших его, как правило, после первых вдохновенно набросанных страниц».
«Уир Гермистон» стал литературной основой для одноимённого телевизионного мини-сериала BBC с Томом Флемингом и Эдит Макартур в главных ролях (1973), для радиопьес 1992 и 2020 годов. В 1956 и 1958 годах на сцене одного из эдинбургских театров ставилась написанная на основе романа пьеса. На Эдинбургском международном фестивале в 1975 году состоялась премьера оперы Робина Орра «Гермистон».
В честь романа Стивенсона был назван американский город Хермистон (штат Орегон).